# Six Pieces for Orchestra
Six Pieces for Orchestra è il secondo album in studio di musica classica, il nono in totale, del musicista britannico Tony Banks, noto come tastierista dei Genesis. Il disco è stato pubblicato nel 2012.

## Tracce
1. Siren
2. Still Waters
3. Blade
4. Wild Pilgrimage
5. The Oracle
6. City of Gold